# 7626 Iafe
7626 Iafe este un asteroid din centura principală, descoperit pe 20 august 1976, de Observatorio Félix Aguilar.